# Église Saint-Landry
L'église Saint-Landry est une ancienne église de Paris qui était située dans l'île de la Cité.

## Situation
L'église Saint-Landry était située no 1 rue Saint-Landry et no 2 rue du Chevet-Saint-Landry,.
La partie Nord-Est de l'Hôtel-Dieu couvre son emplacement et celui de son cimetière.

## Historique
Au VIIIe siècle, c'était une chapelle dédiée à saint Nicolas. Au IXe siècle, cette chapelle reçut le corps de saint Landry après son exhumation de l'église Saint-Germain-l'Auxerrois afin de le mettre à l'abri des Vikings, lors du siège de Paris en 845.
 
Ainsi la chapelle Saint-Nicolas devint chapelle Saint-Landry .
Au début du XIIe siècle, elle fut restructurée devenant l'église Saint-Landry. Elle fut érigée en paroisse en 1160. Elle fut rebâtie vers la fin du XVe siècle. 
Une dizaine d'inhumations par an avait lieu dans l'église et une dizaine dans le cimetière qui lui était contigu au nord.
Juste avant la Révolution française, sa paroisse s'étendait sur quelques rues dans nord de l'île : rue de Glatigny en partie, rue Basse-des-Ursins, rue Moyenne-des-Ursins, rue Haute-des-Ursins, la majeure partie de la rue Saint-Landry, de la rue du Chevet-Saint-Landry, de la rue de la Colombe et de la rue d'Enfer jusqu'au port Saint-Landry. Elle était entourée à l'ouest par la paroisse de la Madeleine, au sud par une exclave de Saint-Jacques-la-Boucherie et à l'est par la partie de la paroisse Saint-Gervais qui couvrait l'extrémité orientale de l'île de la Cité.
En 1790, l'église Saint-Landry est donc encore le siège de l'une des 52 paroisses urbaines du diocèse de Paris. Son curé depuis 1781, l'abbé François Girard, prête le serment constitutionnel, seul des 4 prêtres de cette paroisse. 
En février 1791, par une suite de décrets de l'Assemblée Constituante pris sur une proposition de la mairie de Paris, l'église Saint-Landry, comme les neuf autres églises de l'île de la Cité, perd son statut de siège de paroisse au bénéfice de la cathédrale Notre-Dame de Paris.
Fermée fin 1791 et vendue comme bien national en 1792, l'église devient un atelier de teinturerie avant d'être démolie en 1829.

## Personnalités
- Pierre Broussel, conseiller au Parlement de Paris, fut inhumé dans l'église.
- François Girardon, sculpteur, fut inhumé dans l'église.